# Milan Gvero
Milan Gvero (cyr. Милан Гверо; ur. 4 grudnia 1937, zm. 17 lutego 2013 w Belgradzie) – generał Armii Republiki Serbskiej.
W wyniku zezwolenia MTKJ na powrót do Serbii na czas procesu, a następnie apelacji, Gvero nie zaczął odbywać swojego wyroku pięciu lat więzienia za zbrodnie wojenne podczas wojny w Bośni.
17 lutego 2013 Gvero zmarł w wieku 75 lat na terenie Wojskowej Akademii Medycznej w Belgradzie. Przyczyny zgonu nie ujawniono.